# Villamagna
Villamagna es un municipio de 2.444 habitantes en la provincia de Chieti.

## Origen del nombre
El nombre del es un testimonio de la presencia, en la edad romana, de un asentamiento latino. De hecho, en latín villa significa "granja", "de la granja", mientras magna significa "grande". Además existen unos hallazgos arqueológicos evidencian que hubo, en el pasado, una gran granja que dominando la colina en la que ahora está Villamagna.

## Evolución demográfica
| Gráfica de evolución demográfica de Villamagna entre 1861 y 2001 |
|                                                                  |
| Fuente ISTAT - elaboración gráfica de Wikipedia                  |

- Datos: Q51315
- Multimedia: Villamagna (comune, Italy) / Q51315

1. ↑  Worldpostalcodes.org, código postal n.º 66010.
2. ↑  «Codici Catastali». Comuni-italiani.it (en italiano). Consultado el 29 de abril de 2017.